# كلودين دوبويه
كلودين دوبويه (بالفرنسية: Claudine Dupuis)‏ هي ممثلة فرنسية، ولدت في 1 مايو 1924 في باريس في فرنسا، وتوفيت في 26 مايو 1991 في ليزيو في فرنسا.

## وصلات خارجية
- كلودين دوبويه على موقع IMDb (الإنجليزية)
- كلودين دوبويه على موقع ألو سيني (الفرنسية)
- كلودين دوبويه على موقع أول موفي (الإنجليزية)
- كلودين دوبويه على موقع قاعدة بيانات الأفلام السويدية (السويدية)
- كلودين دوبويه على موقع قاعدة بيانات الفيلم (الإنجليزية)
- كلودين دوبويه على موقع قاعدة بيانات الفيلم (الإنجليزية)
- كلودين دوبويه على موقع كينوبويسك (الروسية)